# Vol Gastronòmic
El Vol Gastronòmic fou un projecte culinari ubicat al costat del Pont de Pedra de Girona. Es va inaugurar el 2014 i es va retirar els darrers dies de setembre de 2015. El Vol Gastronòmic de Girona es va inaugurar a finals de juliol de 2014. Es tractava d'una estructura de vidre i ferro de 28 tones i 20 metres de llargada que sobrevolava sobre la llera del riu Onyar. El seu objectiu era reunir alguns dels xefs destacats del país i promoure la gastronomia gironina i catalana. La idea inicial era que fos un element temporal i que posteriorment viatgés per altres ciutats europees com Londres, Madrid, Moscou o Sant Sebastià, però la fallida econòmica de la seva estada a Girona els va fer replantejar el projecte.